# شهرستان کلهن (تگزاس)
کلهن (به انگلیسی: Callahan) شهرستانی در ایالت تگزاس است. در سرشماری سال ۲۰۱۰، جمعیت این شهرستان ۱۳٬۵۴۴ نفر اعلام شد. مرکز بویی شهر بیرد است. شهرستان بویی در سال ۱۸۷۷ تأسیس شد.

## جغرافیا
طبق اداره آمار آمریکا، این شهرستان مساحتی در حدود ۲،۳۹۱ کیلومتر مربع دارد.

### شهرها
- کلاید
- بیرد
- کراس پلینز